# Ayrat Mardeev

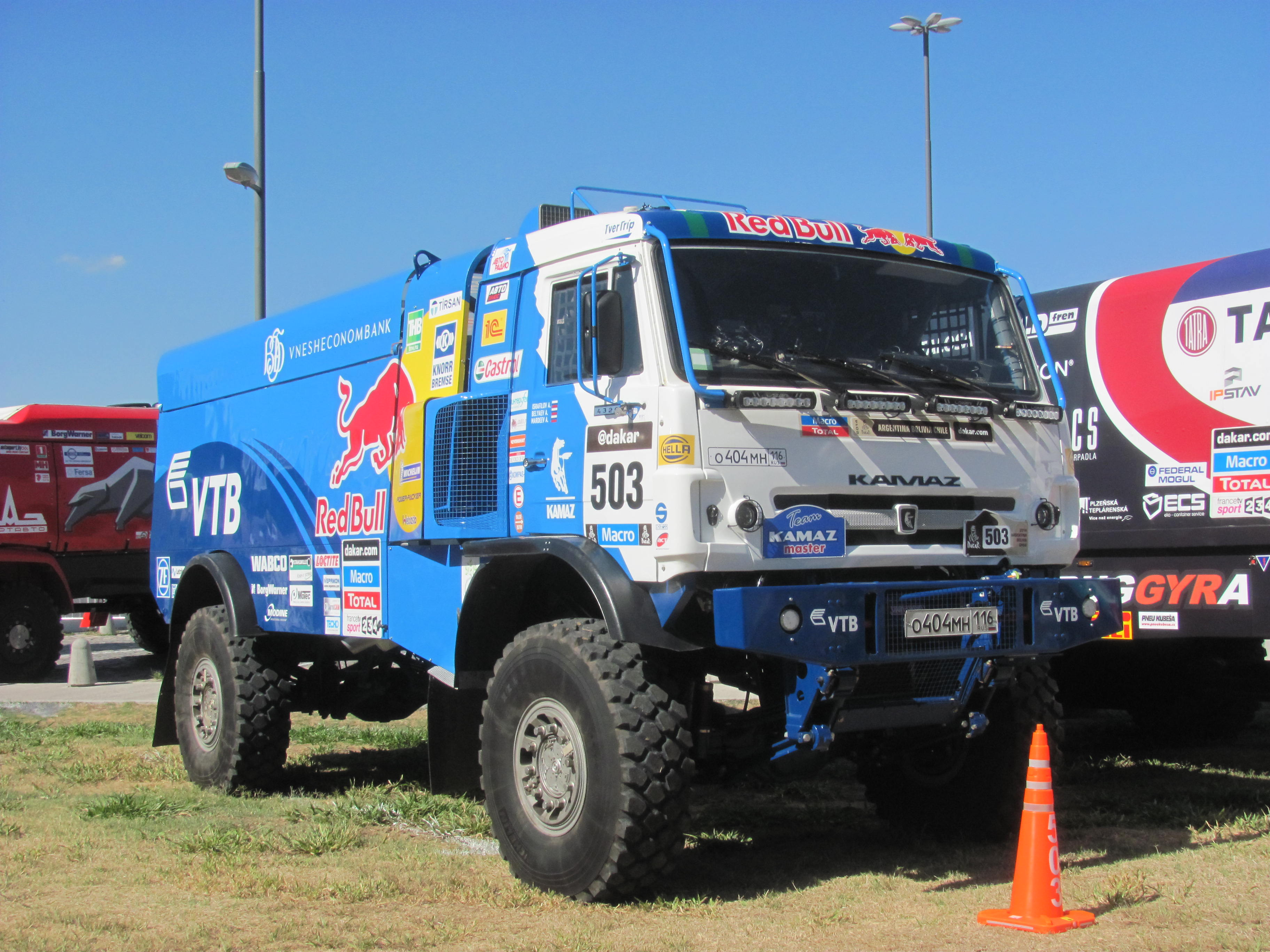
Ayrat Mardeev con su camión KamAZ en la presentación del Rally Dakar 2014.

Ayrat Mardeev (en ruso: Айрат Мардеев) (Naberezhnye Chelny - Rusia el 1 de enero de 1987) es un piloto de Rally Ruso, especializado en rally raid y vencedor del Rally Dakar en su versión 2015 en categoría camiones. Es hijo del también piloto de camiones Ilgizar Mardeev.

## Trayectoria
Mardeev inició su carrera en el Dakar en la edición de 2009 como mecánico de su padre Ilgizar Mardeev en Kamaz, terminando en la 4° posición de la clasificación general, mismo resultado obtenido dos años después en la edición de 2011.
En 2012 ya como piloto oficial de Kamaz no logra concluir la prueba abandonando en la etapa 10º. Al año siguiente en el Dakar 2013 se anota su primera victoria de etapa, logrando un meritorio segundo lugar en el podio final en la ciudad de Santiago, siendo superado por su compañero de equipo Eduard Nikolaev. En 2014 tuvo una decepcionante participación abandonando tempranamente en la etapa 3º después de estrellarse.
En otras pruebas fuera del Dakar destacan sus triunfos en el Rally Ruta de la Seda (Silk Way Rally) en la ediciones de 2012 y 2016.

## Resultados

### Rally Dakar
| Año                           | Categoría                   | Modelo                      | Posición                    | Etapas                      |
| Participaciones como piloto   | Participaciones como piloto | Participaciones como piloto | Participaciones como piloto | Participaciones como piloto |
| ----------------------------- | --------------------------- | --------------------------- | --------------------------- | --------------------------- |
| 2012                          | Camiones                    | KamAZ 4326 VK               | Ret.                        | -                           |
| 2013                          | Camiones                    | KamAZ 4326 VK               | 2.º                         | 1                           |
| 2014                          | Camiones                    | KamAZ 4326 VK               | Ret.                        | 1                           |
| 2015                          | Camiones                    | KamAZ 4326 VK               | 1.º                         | 2                           |
| 2016                          | Camiones                    | KamAZ 4326 VK               | 2.º                         | -                           |
| 2017                          | Camiones                    | KamAZ 4326 VK               | 5.º                         | -                           |
| 2018                          | Camiones                    | KamAZ 4326 VK               | 3.º                         | 1                           |
| 2019                          | Camiones                    | KamAZ 4326 VK               | Ret.                        | -                           |
| Participaciones como copiloto |                             |                             |                             |                             |
| 2009                          | Camiones                    | KamAZ 4326 VK               | 4.º                         | -                           |
| 2011                          | Camiones                    | KamAZ 4326 VK               | 4.º                         | -                           |
| Fuente:                       |                             |                             |                             |                             |